# Чесько-німецький договір (1939)
Чесько-німецький договір 1939 року — міждержавний договір Третього рейху та Чехословацької республіки, що був підписаний у Берліні і поклав кінець незалежності Чехословаччини, перетворивши її на Протекторат Богемії та Моравії.

## Передумови укладання договору
Німеччина у 1938 році розпочала агресивні дії щодо своїх сусідів. Анексувавши Австрію, А. Гітлер висуває територіальні претензії до Чехословаччини, намагаючись анексувати Судети, що були населені етнічними німцями. Зважаючи на такі обставини, 29-30 вересня 1938 року було проведено нараду представників Англії, Франції, Німеччини та Італії в Мюнхені, на якій 30 вересня без участі представників Чехословаччини було підписано Мюнхенську угоду (датовану 29 вересня). Згідно з цією угодою, Чехословаччина повинна була в період з 1 по 10 жовтня покинути Судетську область з усіма укріпленнями, спорудами, шляхами сполучення, фабриками, запасами зброї тощо. Також Прага зобов'язувалася протягом трьох місяців дати задоволення територіальним претензіям Угорщини та Польщі. Додатково була прийнята декларація, в якій Велика Британія і Франція давали гарантії нових кордонів Чехословаччини. А Німеччина, у свою чергу, відмовлялася від подальших територіальних претензій.
Такі дії європейських держав спричиняють внутрішньополітичну кризу у Чехословаччині. Президент Едвард Бенеш йде у відставку і емігрує. На зміну йому приходить пронімецький генерал Ян Сировий, що невдовзі також іде у відставку. До влади приходить Еміл Гаха. Він змушений діяти в рамках вже укладених договорів і йти на подальші поступки А. Гітлеру.

## Міждержавна зустріч
15 березня 1939 року відбувається зустріч райхсканцлера Гітлера у присутності райхсміністра закордонних справ фон Ріббентропа з президентом Чехословаччини Емілом Гахою і міністром закордонних справ Чехословаччини Хвалковським на їхнє прохання. Під час зустрічі відбулося обговорення становища, що склалося на території тодішньої чехословацької держави в результаті подій останніх місяців, зокрема проголошення незалежності Першою Словацькою Республікою.
Обидві сторони висловили одностайне переконання, що метою всіх їхніх зусиль має бути забезпечення спокою, порядку і миру в цій частині Центральної Європи. Президент Чехословаччини заявив, що, прагнучи до досягнення цієї мети, а також до остаточного встановлення миру, він із повною довірою віддає долю чеського народу і країни в руки Німецького Рейху.
А. Гітлер прийняв цю заяву і повідомив про своє рішення взяти чеський народ під захист німецького рейху та забезпечити йому автономний розвиток, відповідний до його самобутності. Цією міждержавною зустріччю покладено край незалежній Чехословаччині.

## Умови договору
Після декількох годин перемовин уряд Чехословаччини пристає на умови Німеччини:
1. А. Гітлер вимагає, щоб німецький вермахт взяв під контроль всю територію Чехословаччини.

2. Збройні сили і загони поліції Чехословаччини повинні залишитися в казармах. Майбутньому Протекторату Богемії і Моравії буде дозволено мати власні збройні сили.

3. Заборона вильотів усіх військових, транспортних і приватних літаків; військові літаки мали бути переміщені на цивільні аеродроми;

4. Вся зенітна артилерія і кулемети повинні бути зняті з бойових установок і переміщені в казарми;

5. На аеродромах і їх обладнанні заборонено проводити будь-які зміни;

6. Жодним чином не має порушуватися хід суспільного життя, а, навпаки, повинна бути забезпечена подальша робота всіх установ, особливо залізниць і пошт, які мають перейти в розпорядження прибулого представника виконавчої влади;

7. Заборонити уряду Протекторату закривати банки і підприємства;

8. Частини, що роблять опір, будуть відразу ж атаковані і знищені. Військові літаки, які покинуть свої аеродроми, будуть атаковані і збиті. Аеродроми, які будуть проводити заходи оборонного характеру, зазнають бомбардування.

## Наслідки договору
Де-факто уряд Чехословаччини, виходячи з умов, що склалися, погодився на анексію держави. Замість незалежної країни було засновано Протекторат Богемії та Моравії. Збройні Сили Чехословаччини були розпущені і частина з них була перетворена на Збройні Сили Протекторату.